# 田中陽子
田中陽子（日语：／ Tanaka Yoko，1993年7月30日—），日本女子足球運動員，效力於INAC神戶雌獅，位置中場。日本山口縣山口市出身，JFA福島學院畢業。暱稱ようこ、たなよう。

## 經歷
她是日本足球協會所設立的足球菁英完全中學JFA福島學院培養的一期生。在紐西蘭舉辦的2008年U17女子世界盃，與岩淵真奈同以15歲的年齡越級入選參加。2010年同樣代表日本參加2010年U17女子世界盃，全部6場比賽皆有出場，貢獻4個進球，最終日本獲得亞軍。
2012年從學院畢業後，加入INAC神戶雌獅。3月15日，在日韓女子聯賽冠軍錦標賽面對高陽大教Noonnoppi首次在正式比賽上場。6月23日，聯賽盃對上福岡J・錨攻入首個正式比賽的進球。8月開始在日本進行的2012年U20女子世界盃面對瑞士的比賽中，她上下半場各以右腳及左腳主踢任意球破網，引起關注。

## 踢球風格
身材嬌小，但盤球能力優異，是她最大的武器。能夠以左右兩腳踢定位球，是可以使球隊踢法變化多端的司令官，不論攻擊或防守中場皆可以勝任。

## 成績
| 球隊         | 賽季     | 聯賽 | 聯賽 | 盃賽 | 盃賽 | 聯賽盃 | 聯賽盃 | 總計 | 總計 |
| 球隊         | 賽季     | 出賽 | 進球 | 出賽 | 進球 | 出賽   | 進球   | 出賽 | 進球 |
| ------------ | -------- | ---- | ---- | ---- | ---- | ------ | ------ | ---- | ---- |
| JFA福島學院  | 2009     | -    | -    | 1    | 0    | -      | -      | 1    | 0    |
| JFA福島學院  | 2009     | -    | -    | 1    | 0    | -      | -      | 1    | 0    |
| JFA福島學院  | 2010     | 11   | 4    | 2    | 0    | -      | -      | 13   | 4    |
| JFA福島學院  | 2011     | 13   | 7    | 2    | 2    | -      | -      | 15   | 9    |
| INAC神戶雌獅 | 2012     |      |      |      |      |        |        |      |      |
| INAC神戶雌獅 | 總計     | 24   | 11   | 6    | 2    | 0      | 0      | 30   | 13   |
| 生涯總計     | 生涯總計 | 24   | 11   | 6    | 2    | 0      | 0      | 30   | 13   |

## 榮譽
球隊
- INAC神戶雌獅
  - 日韓女子聯賽冠軍錦標賽：1次（2012年）

- 日本U-19
  - 亞足聯U19女子青年錦標賽：1次（2011年）

## 國家隊生涯
- 日本女子U-16
- 日本女子U-17
- 日本女子U-19
- 日本女子U-20

## 個人
- 興趣是聽音樂、購物。

## 演出
體育節目
- SPORTS X（2012年6月2日、6月9日, BS朝日）

單元「夢想應援!情熱運動員」登場

## 外部連結
- 田中陽子|INAC神戸レオネッサ （页面存档备份，存于）
- 田中陽子 – FIFA國際賽競賽紀錄 (存檔)